# Tihon Porfirevič Abramov
Tihon Porfirevič Abramov (rusko Тихон Порфирьевич Абрамов), sovjetski general, * 16. junij 1901, Kacmazov (Ukrajina), † 17. oktober 1991, Moskva.

## Življenjepis
Med drugo svetovno vojno je poveljeval naslednjim enotam: 107. tankovski brigadi (1943-44) in 49. gardni tankovski brigadi (1944-45).